# Oda Yorozu
Oda Yorozu (jap. 織田 萬, modern auch: 織田 万; * 21. August 1868 (traditionell: Keiō 4/7/4) in Suko, Kishima-gun, Provinz Hizen (heute: Shiroishi, Kishima-gun, Präfektur Saga); † 26. Mai 1945) war ein japanischer Jurist. Er wirkte von 1899 bis 1930 als Professor an der Kaiserlichen Universität Kyōto und von 1922 bis 1930 als Richter am Ständigen Internationalen Gerichtshof.

## Leben

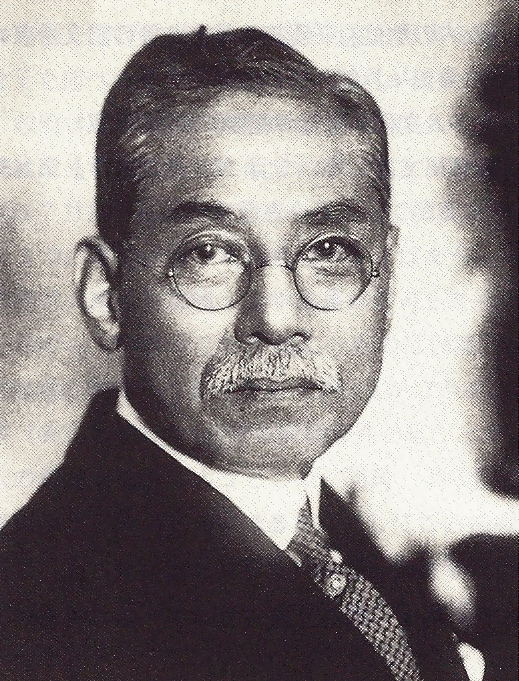
Oda Yorozu

Oda Yorozu wurde 1868 in dem Dorf Suko (須古) in der Provinz Hizen geboren, das zum Lehen Saga gehörte. Er absolvierte zunächst die Nihon-Rechtsschule, heute die juristische Fakultät der Nihon-Universität, bevor er ein Studium der Rechtswissenschaften an der Kaiserlichen Universität Tokio begann. 1892 schloss er dies in französischem Recht ab und spezialisierte sich dann in einem Graduiertenkolleg auf Verwaltungsrecht.
Nachdem er von 1896 bis 1899 eine Reise nach Europa unternommen hatte, wo er unter anderem an der Universität Paris studierte, wurde er 1899 zum Professor an der neugegründeten Kaiserlichen Universität Kyōto ernannt. Er unterrichtete dort bis 1930 Verwaltungsrecht und französisches Recht und fungierte von 1901 bis 1907 auch als Dekan der juristischen Fakultät. An der Nihon-Rechtsschule lehrte er ab 1900 und wurde 1908 deren stellvertretender Leiter. Von 1917 bis 1922 war er Rektor der Kansai-Hochschule. Im September 1921 wurde er von der Versammlung und vom Rat des Völkerbundes zum Richter am Ständigen Internationalen Gerichtshof in Den Haag gewählt, an dem er von 1922 bis 1930 tätig war. Mit seinem Amtsende am Gerichtshof beendete er auch seine akademische Laufbahn an der Kaiserlichen Universität Kyōto und wurde zum Professor emeritus.
Oda Yorozu gehörte ab 1918 der Kaiserlichen Akademie der Wissenschaften Japans und ab 1925 dem Institut de Droit international an. Vom Kaiser wurde er zu einem Mitglied des Herrenhauses ernannt, am 31. Oktober 1931 erhielt er außerdem den Orden des Heiligen Schatzes erster Klasse. Er starb 1945.

## Werke (Auswahl)
- Coup d’oeil sur les institutions du Gouvernement de Tokugawa. Paris 1898
- Shin-koku gyōseihō. (清国行政法, dt. „Verwaltungsrecht des Qing-Reichs“) Sieben Bände. Tokio 1905–1915
- Principes de droit administratif du Japon. Paris 1928